# Костёл Святого Войцеха (Ольшево)
Костёл Святого Войцеха — бывшая католическая церковь в д. Ольшево Берёзовского района Брестской области.

## История
Костел с фамильным склепом Пусловских был построен в 1809 году на средства Войцеха Пусловского. В костёле хранилась раритетная коллекция икон, известная по фотографиям 1927 года.
После 1863 года костел был перестроен в православную церковь.
Храм взорван в 1960-х годах советской властью. Сохранился только фрагмент стены.